# Доси
Доси (яп. 道志村 До:си-мура) — село в Японии, находящееся в уезде Минамицуру префектуры Яманаси. Площадь села составляет 79,57 км², население — 1791 человек (1 августа 2014), плотность населения — 22,51 чел./км².

## Географическое положение
Село расположено на острове Хонсю в префектуре Яманаси региона Тюбу. С ним граничат города Уэнохара, Цуру, Сагамихара, посёлок Ямакита и село Яманакако.

## Население
Население села составляет 1791 человек (1 августа 2014), а плотность — 22,51 чел./км². Изменение численности населения с 1980 по 2005 годы:
| 1980 | 2231 чел. |  |
| 1985 | 2141 чел. |  |
| 1990 | 2150 чел. |  |
| 1995 | 2153 чел. |  |
| 2000 | 2087 чел. |  |
| 2005 | 2051 чел. |  |

## Символика
Деревом села считается криптомерия, цветком — Lilium auratum.